# Giuseppe Pozzo
Giuseppe Pozzo (Vercelli, 28 gennaio 1920 – ...) è stato un calciatore italiano, di ruolo centrocampista.

## Carriera
Debutta in Serie B con la Pro Vercelli nel 1937-1938, disputando 53 gare e segnando 18 reti in tre stagioni.
Nel dopoguerra torna a giocare in Serie B con la Pro Vercelli nella stagione 1946-1947, totalizzando altre 64 presenze e mettendo a segno 28 gol.
Nel 1948-1949 passa allo Spezia, dove gioca per altri tre anni in Serie B per un totale di 100 presenze e 32 gol.
Nel 1951 si trasferisce al Foggia, prima in Serie C e poi in IV Serie, ed infine passa all'altra squadra della città dauna, la Incedit.

## Palmarès

### Giocatore

#### Competizioni nazionali
- IV Serie: 1

Foggia: 1953-1954 (solo il girone G)

### Allenatore

#### Competizioni regionali
- Prima Categoria: 1

Giulianova: 1960-1961